# Interlands Oostenrijks voetbalelftal 1902-1919
Deze pagina toont een chronologisch en gedetailleerd overzicht van de interlands die het Oostenrijks voetbalelftal heeft gespeeld in de periode 1902 – 1919.

## Interlands

### 1902
|                                                                       |                                                    |       |           |                                                                      |
| 12 oktober Vriendschappelijk № 1 «onderlinge duels» 15:00 uur (UTC+1) | Oostenrijk                                         | 5 – 0 | Hongarije | WAC-Platz, Wenen Toeschouwers: 500 Scheidsrechter: John Shires (AUT) |
| 12 oktober Vriendschappelijk № 1 «onderlinge duels» 15:00 uur (UTC+1) | Josef Taurer 5' Jan Studnicka 10' Gustav Huber 34' |       |           | WAC-Platz, Wenen Toeschouwers: 500 Scheidsrechter: John Shires (AUT) |

### 1903
|                                                                    |                                                       |       |                                      |                                                                                     |
| 11 juni Vriendschappelijk № 2 «onderlinge duels» 15:00 uur (UTC+1) | Hongarije                                             | 3 – 2 | Oostenrijk                           | Margaretha-eiland, Boedapest Toeschouwers: 700 Scheidsrechter: Arthur Yolland (HUN) |
| 11 juni Vriendschappelijk № 2 «onderlinge duels» 15:00 uur (UTC+1) | József Pokorny 24' István Buda 52' József Pokorny 65' |       | 60' Josef Pulchert 70' Jan Studnicka | Margaretha-eiland, Boedapest Toeschouwers: 700 Scheidsrechter: Arthur Yolland (HUN) |

|                                                                       |                                              |       |                        |                                                                    |
| 11 oktober Vriendschappelijk № 3 «onderlinge duels» 15:30 uur (UTC+1) | Oostenrijk                                   | 4 – 2 | Hongarije              | WAC-Platz, Wenen Toeschouwers: 600 Scheidsrechter: Geo Fuchs (AUT) |
| 11 oktober Vriendschappelijk № 3 «onderlinge duels» 15:30 uur (UTC+1) | Jan Studnicka 24', 57', 72' Gustav Huber 64' |       | 18', 82' Gáspár Borbás | WAC-Platz, Wenen Toeschouwers: 600 Scheidsrechter: Geo Fuchs (AUT) |

### 1904
|                                                                   |                                                      |       |            |                                                                                         |
| 2 juni Vriendschappelijk № 4 «onderlinge duels» 17:30 uur (UTC+1) | Hongarije                                            | 3 – 0 | Oostenrijk | Millenáris Sporttelep, Boedapest Toeschouwers: 800 Scheidsrechter: Ferenc Horváth (HUN) |
| 2 juni Vriendschappelijk № 4 «onderlinge duels» 17:30 uur (UTC+1) | József Pokorny 23' Nándor Koch 58' Gáspár Borbás 81' |       |            | Millenáris Sporttelep, Boedapest Toeschouwers: 800 Scheidsrechter: Ferenc Horváth (HUN) |

|                                                                      |                                                         |       |                                                          |                                                                                 |
| 9 oktober Vriendschappelijk № 5 «onderlinge duels» 15:30 uur (UTC+1) | Oostenrijk                                              | 5 – 4 | Hongarije                                                | Cricketer Platz, Wenen Toeschouwers: 2.000 Scheidsrechter: Theodor Holley (AUT) |
| 9 oktober Vriendschappelijk № 5 «onderlinge duels» 15:30 uur (UTC+1) | Charles Stansfield 23', 53', 83', 84' Richard Bugno 27' |       | 4' Jenő Károly 30', 41' József Pokorny 67' Gáspár Borbás | Cricketer Platz, Wenen Toeschouwers: 2.000 Scheidsrechter: Theodor Holley (AUT) |

### 1905
|                                                                    |            |       |           |                                                                                        |
| 9 april Vriendschappelijk № 6 «onderlinge duels» 16:00 uur (UTC+1) | Oostenrijk | 0 – 0 | Hongarije | Millenáris Sporttelep, Boedapest Toeschouwers: 6.500 Scheidsrechter: Ede Herczog (HUN) |
| 9 april Vriendschappelijk № 6 «onderlinge duels» 16:00 uur (UTC+1) |            |       |           | Millenáris Sporttelep, Boedapest Toeschouwers: 6.500 Scheidsrechter: Ede Herczog (HUN) |

### 1906
|                                                                       |                                                    |       |                          |                                                                                        |
| 4 november Vriendschappelijk № 7 «onderlinge duels» 15:00 uur (UTC+1) | Hongarije                                          | 3 – 1 | Oostenrijk               | Millenáris Sporttelep, Boedapest Toeschouwers: 3.000 Scheidsrechter: Ákos Fehéry (HUN) |
| 4 november Vriendschappelijk № 7 «onderlinge duels» 15:00 uur (UTC+1) | Imre Molnár 26' Imre Schlosser 55' Jenő Károly 65' |       | 75' (pen.) Ludwig Hussak | Millenáris Sporttelep, Boedapest Toeschouwers: 3.000 Scheidsrechter: Ákos Fehéry (HUN) |

### 1907
|                                                                  |                                                         |       |                 |                                                                                      |
| 5 mei Vriendschappelijk № 8 «onderlinge duels» 16:00 uur (UTC+1) | Oostenrijk                                              | 3 – 1 | Hongarije       | Rudolfsheimer Sportplatz, Wenen Toeschouwers: 2.000 Scheidsrechter: Hugo Meisl (AUT) |
| 5 mei Vriendschappelijk № 8 «onderlinge duels» 16:00 uur (UTC+1) | Fritz Dünmann 54' Josef Schediwy 62' Ferdinand Wolf 86' |       | 87' Jenő Károly | Rudolfsheimer Sportplatz, Wenen Toeschouwers: 2.000 Scheidsrechter: Hugo Meisl (AUT) |

|                                                                       |                                                                        |       |                   |                                                                                        |
| 3 november Vriendschappelijk № 9 «onderlinge duels» 15:00 uur (UTC+1) | Hongarije                                                              | 4 – 1 | Oostenrijk        | Millenáris Sporttelep, Boedapest Toeschouwers: 5.175 Scheidsrechter: Ákos Fehéry (HUN) |
| 3 november Vriendschappelijk № 9 «onderlinge duels» 15:00 uur (UTC+1) | Gáspár Borbás 11', 37' Johann Vladar 18' (e.d.) Jenő Károly 47' (pen.) |       | 80' Fritz Dünmann | Millenáris Sporttelep, Boedapest Toeschouwers: 5.175 Scheidsrechter: Ákos Fehéry (HUN) |

### 1908
|                                                                   |                                                                    |       |           |                                                                                   |
| 3 mei Vriendschappelijk № 10 «onderlinge duels» 16:00 uur (UTC+1) | Oostenrijk                                                         | 4 – 0 | Hongarije | Hohe Wartestadion, Wenen Toeschouwers: 3.500 Scheidsrechter: Theodor Holley (AUT) |
| 3 mei Vriendschappelijk № 10 «onderlinge duels» 16:00 uur (UTC+1) | Johann Andres 9' Karl Kubik 22' Ludwig Hussak 71' Richard Kohn 84' |       |           | Hohe Wartestadion, Wenen Toeschouwers: 3.500 Scheidsrechter: Theodor Holley (AUT) |

|                                                                    |                     |       |                                                                                          |                                                                                       |
| 6 juni Vriendschappelijk № 11 «onderlinge duels» 18:00 uur (UTC+1) | Oostenrijk          | 1 – 6 | Engeland                                                                                 | Cricketer Platz, Wenen Toeschouwers: 3.500 Scheidsrechter: Christiaan Groothoff (NED) |
| 6 juni Vriendschappelijk № 11 «onderlinge duels» 18:00 uur (UTC+1) | Willy Schmieger 56' |       | 21', 39' Jimmy Windridge 41' Vivian Woodward 58', 70' George Hilsdon 85' Arthur Bridgett | Cricketer Platz, Wenen Toeschouwers: 3.500 Scheidsrechter: Christiaan Groothoff (NED) |

|                                                                    |                                                                |       |                               |                                                                                    |
| 7 juni Vriendschappelijk № 12 «onderlinge duels» 18:00 uur (UTC+1) | Oostenrijk                                                     | 3 – 2 | Duitsland                     | Cricketer-Platz, Wenen Toeschouwers: 5.000 Scheidsrechter: Wagstaffe Simmons (ENG) |
| 7 juni Vriendschappelijk № 12 «onderlinge duels» 18:00 uur (UTC+1) | Ladislaus Dlabac 7' (pen.) Jan Studnicka 41' Johann Andres 44' |       | 6' Eugen Kipp 28' Adolf Jäger | Cricketer-Platz, Wenen Toeschouwers: 5.000 Scheidsrechter: Wagstaffe Simmons (ENG) |

|                                                                    |                       |        | |                                                                                |
| 8 juni Vriendschappelijk № 13 «onderlinge duels» 18:00 uur (UTC+1) | Oostenrijk            | 1 – 11 | Engeland | Hohe Wartestadion, Wenen Toeschouwers: 5.000 Scheidsrechter: Ede Herczog (HUN) |
| 8 juni Vriendschappelijk № 13 «onderlinge duels» 18:00 uur (UTC+1) | Friedrich Hirschl 78' |        | 4', 41', 55', 84' Vivian Woodward 6' Jimmy Windridge 15' (pen.) Jock Rutherford 19', 72', 85' Frank Bradshaw 66' Ben Warren 73' Arthur Bridgett | Hohe Wartestadion, Wenen Toeschouwers: 5.000 Scheidsrechter: Ede Herczog (HUN) |

|                                                                        |                                                                                           |       |                                           |                                                                                          |
| 1 november Vriendschappelijk № 14 «onderlinge duels» 14:30 uur (UTC+1) | Hongarije                                                                                 | 5 – 3 | Oostenrijk                                | Millenáris Sporttelep, Boedapest Toeschouwers: 6.500 Scheidsrechter: Heinrich Riso (GER) |
| 1 november Vriendschappelijk № 14 «onderlinge duels» 14:30 uur (UTC+1) | Josef Kaltenbrunner 3', e.d.' Béla Krempels 17', 59' Imre Schlosser 44' Károly Koródy 70' |       | 12', 79' Adolf Fischera 23' Jan Studnicka | Millenáris Sporttelep, Boedapest Toeschouwers: 6.500 Scheidsrechter: Heinrich Riso (GER) |

### 1909
|                                                                   |                                              |       |                                                      |                                                                               |
| 2 mei Vriendschappelijk № 15 «onderlinge duels» 16:30 uur (UTC+1) | Oostenrijk                                   | 3 – 4 | Hongarije                                            | Cricketer Platz, Wenen Toeschouwers: 1.400 Scheidsrechter: Paul Neumann (GER) |
| 2 mei Vriendschappelijk № 15 «onderlinge duels» 16:30 uur (UTC+1) | Leopold Neubauer 9', 57' Willy Schmieger 20' |       | 35', 54' (pen.), pen.' Imre Schlosser 37' Gyula Bíró | Cricketer Platz, Wenen Toeschouwers: 1.400 Scheidsrechter: Paul Neumann (GER) |

|                                                                    |                  |       |                  |                                                                                               |
| 30 mei Vriendschappelijk № 16 «onderlinge duels» 17:30 uur (UTC+1) | Oostenrijk       | 1 – 1 | Hongarije        | Millenáris Sporttelep, Boedapest Toeschouwers: 11.000 Scheidsrechter: Wagstaffe Simmons (ENG) |
| 30 mei Vriendschappelijk № 16 «onderlinge duels» 17:30 uur (UTC+1) | Gáspár Borbás 2' |       | 17' Karl Schrenk | Millenáris Sporttelep, Boedapest Toeschouwers: 11.000 Scheidsrechter: Wagstaffe Simmons (ENG) |

|                                                                    |                  |       |                                                                                 |                                                                                    |
| 1 juni Vriendschappelijk № 17 «onderlinge duels» 17:30 uur (UTC+1) | Oostenrijk       | 1 – 8 | Engeland                                                                        | Hohe Wartestadion, Wenen Toeschouwers: 3.000 Scheidsrechter: Ferenc Schubert (HUN) |
| 1 juni Vriendschappelijk № 17 «onderlinge duels» 17:30 uur (UTC+1) | Leopold Neubauer |       | 25', 48' Vivian Woodward 44' Harold Halse George Holley Harold Halse Ben Warren | Hohe Wartestadion, Wenen Toeschouwers: 3.000 Scheidsrechter: Ferenc Schubert (HUN) |

|                                                                        |                        |       |                         |                                                                                          |
| 7 november Vriendschappelijk № 18 «onderlinge duels» 14:30 uur (UTC+1) | Hongarije              | 2 – 2 | Oostenrijk              | Millenáris Sporttelep, Boedapest Toeschouwers: 10.000 Scheidsrechter: Paul Neumann (GER) |
| 7 november Vriendschappelijk № 18 «onderlinge duels» 14:30 uur (UTC+1) | Imre Schlosser 6', 48' |       | 5', 62' Willy Schmieger | Millenáris Sporttelep, Boedapest Toeschouwers: 10.000 Scheidsrechter: Paul Neumann (GER) |

### 1910
|                                                                   |                                     |       |               |                                                                               |
| 1 mei Vriendschappelijk № 19 «onderlinge duels» 16:30 uur (UTC+1) | Oostenrijk                          | 2 – 1 | Hongarije     | Hohe Wartestadion, Wenen Toeschouwers: 7.000 Scheidsrechter: Max Brandt (GER) |
| 1 mei Vriendschappelijk № 19 «onderlinge duels» 16:30 uur (UTC+1) | Adolf Fischera 2' Ludwig Hussak 33' |       | 8' Gyula Dobó | Hohe Wartestadion, Wenen Toeschouwers: 7.000 Scheidsrechter: Max Brandt (GER) |

|                                                                        |                                          |       |            |                                                                                          |
| 6 november Vriendschappelijk № 20 «onderlinge duels» 14:30 uur (UTC+1) | Hongarije                                | 3 – 0 | Oostenrijk | Millenáris Sporttelep, Boedapest Toeschouwers: 11.000 Scheidsrechter: Edgar Blüher (GER) |
| 6 november Vriendschappelijk № 20 «onderlinge duels» 14:30 uur (UTC+1) | Károly Koródy 27', 77' Sándor Bodnár 82' |       |            | Millenáris Sporttelep, Boedapest Toeschouwers: 11.000 Scheidsrechter: Edgar Blüher (GER) |

### 1911
|                                                                   |                                        |       |                   |                                                                                  |
| 7 mei Vriendschappelijk № 21 «onderlinge duels» 16:00 uur (UTC+1) | Oostenrijk                             | 3 – 1 | Hongarije         | Hohe Wartestadion, Wenen Toeschouwers: 7.000 Scheidsrechter: Hubert Istace (BEL) |
| 7 mei Vriendschappelijk № 21 «onderlinge duels» 16:00 uur (UTC+1) | Ludwig Hussak 36' Robert Merz 38', 79' |       | 20' Sándor Bodnár | Hohe Wartestadion, Wenen Toeschouwers: 7.000 Scheidsrechter: Hubert Istace (BEL) |

|                                                        |                     |       |                                          | |
| 10 september Vriendschappelijk № 22 «onderlinge duels» | Duitsland           | 1 – 2 | Oostenrijk                               | International Hygiene Exhibition, Dresden Toeschouwers: 7.500 Scheidsrechter: Herbert Willing (NED) |
| 10 september Vriendschappelijk № 22 «onderlinge duels» | Willi Worpitzky 35' |       | 25' Johann Neumann 49' Jaroslav Špindler | International Hygiene Exhibition, Dresden Toeschouwers: 7.500 Scheidsrechter: Herbert Willing (NED) |

|                                                                        |                                            |       |            |                                                                                |
| 5 november Vriendschappelijk № 23 «onderlinge duels» 14:30 uur (UTC+1) | Hongarije                                  | 2 – 0 | Oostenrijk | Üllői Út, Boedapest Toeschouwers: 25.000 Scheidsrechter: Patrick Devitte (SUI) |
| 5 november Vriendschappelijk № 23 «onderlinge duels» 14:30 uur (UTC+1) | Sándor Bodnár 30' (pen.) Károly Koródy 53' |       |            | Üllői Út, Boedapest Toeschouwers: 25.000 Scheidsrechter: Patrick Devitte (SUI) |

### 1912
|                                                                   |                    |       |                   |                                                                                   |
| 5 mei Vriendschappelijk № 24 «onderlinge duels» 16:00 uur (UTC+1) | Oostenrijk         | 1 – 1 | Hongarije         | Hohe Wartestadion, Wenen Toeschouwers: 11.000 Scheidsrechter: Jack Howcroft (ENG) |
| 5 mei Vriendschappelijk № 24 «onderlinge duels» 16:00 uur (UTC+1) | Adolf Fischera 87' |       | 20' Sándor Bodnár | Hohe Wartestadion, Wenen Toeschouwers: 11.000 Scheidsrechter: Jack Howcroft (ENG) |

| Olympische Spelen 1912 |
| ---------------------- |

|                                                                                  |                                                     |       |           |                                                                                 |
| 29 juni Olympische Spelen Eerste ronde № 25 «onderlinge duels» 15:00 uur (UTC+1) | Oostenrijk                                          | 5 – 1 | Duitsland | Råsundastadion, Solna Toeschouwers: 2.000 Scheidsrechter: Herbert Willing (NED) |
| 29 juni Olympische Spelen Eerste ronde № 25 «onderlinge duels» 15:00 uur (UTC+1) | Merz 75', 81' Studnicka 58' Neubauer 62' Cimera 89' |       | 35' Jäger | Råsundastadion, Solna Toeschouwers: 2.000 Scheidsrechter: Herbert Willing (NED) |

|                                                                                 |                  |       |                                             |                                                                             |
| 30 juni Olympische Spelen Kwartfinale № 26 «onderlinge duels» 16:00 uur (UTC+1) | Oostenrijk       | 1 – 3 | Nederland                                   | Råsundastadion, Solna Toeschouwers: 7.000 Scheidsrechter: David Philp (SCO) |
| 30 juni Olympische Spelen Kwartfinale № 26 «onderlinge duels» 16:00 uur (UTC+1) | Alois Müller 41' |       | 8' Nico Bouvy 12' Cees ten Cate 30' Jan Vos | Råsundastadion, Solna Toeschouwers: 7.000 Scheidsrechter: David Philp (SCO) |

|                                                                                   |                     |       |           |                                                                                 |
| 1 juli Olympische Spelen Troosttoernooi № 27 «onderlinge duels» 11:00 uur (UTC+1) | Oostenrijk          | 1 – 0 | Noorwegen | Tranebergs IP, Stockholm Toeschouwers: 200 Scheidsrechter: Paulus Sjöblom (SWE) |
| 1 juli Olympische Spelen Troosttoernooi № 27 «onderlinge duels» 11:00 uur (UTC+1) | Leopold Neubauer 2' |       |           | Tranebergs IP, Stockholm Toeschouwers: 200 Scheidsrechter: Paulus Sjöblom (SWE) |

|                                                                                   |                                                                                 |       |                    |                                                                                        |
| 3 juli Olympische Spelen Troosttoernooi № 28 «onderlinge duels» 19:00 uur (UTC+1) | Oostenrijk                                                                      | 5 – 1 | Italië             | Olympisch Stadion, Stockholm Toeschouwers: 3.500 Scheidsrechter: Herbert Willing (NED) |
| 3 juli Olympische Spelen Troosttoernooi № 28 «onderlinge duels» 19:00 uur (UTC+1) | Alois Müller 30' Leopold Grundwald 40', 89' Ludwig Hussak 49' Jan Studnicka 65' |       | 81' Felice Berardo | Olympisch Stadion, Stockholm Toeschouwers: 3.500 Scheidsrechter: Herbert Willing (NED) |

|                                                                                   |            |                                                        |           |                                                                                 |
| 5 juli Olympische Spelen Troosttoernooi № 29 «onderlinge duels» 19:00 uur (UTC+1) | Oostenrijk | 0 – 3                                                  | Hongarije | Råsundastadion, Solna Toeschouwers: 5.000 Scheidsrechter: Herbert Willing (NED) |
| 5 juli Olympische Spelen Troosttoernooi № 29 «onderlinge duels» 19:00 uur (UTC+1) |            | 32' Imre Schlosser 72' Mihály Pataki 73' Sándor Bodnár |           | Råsundastadion, Solna Toeschouwers: 5.000 Scheidsrechter: Herbert Willing (NED) |

|  |  |  |  |  |  |  |  |  |

|                                                                                      |                                                             |       |            |                                                                              |
| 3 november Vriendschappelijk Wagner Trophy № 30 «onderlinge duels» 15:00 uur (UTC+1) | Hongarije                                                   | 4 – 0 | Oostenrijk | Üllői Út, Boedapest Toeschouwers: 30.000 Scheidsrechter: Jack Howcroft (ENG) |
| 3 november Vriendschappelijk Wagner Trophy № 30 «onderlinge duels» 15:00 uur (UTC+1) | Imre Schlosser 21', 80' Sándor Bodnár 34' Mihály Pataki 65' |       |            | Üllői Út, Boedapest Toeschouwers: 30.000 Scheidsrechter: Jack Howcroft (ENG) |

|                                                                         |                 |       |                                                         |                                                                                 |
| 22 december Vriendschappelijk № 31 «onderlinge duels» 14:30 uur (UTC+1) | Italië          | 1 – 3 | Oostenrijk                                              | Stadio Marassi, Genua Toeschouwers: 6.000 Scheidsrechter: Charles Barette (BEL) |
| 22 december Vriendschappelijk № 31 «onderlinge duels» 14:30 uur (UTC+1) | Enrico Sardi 9' |       | 19' Willy Schmieger 54' Richard Kuthan 79' Richard Kohn | Stadio Marassi, Genua Toeschouwers: 6.000 Scheidsrechter: Charles Barette (BEL) |

### 1913
|                                                                                    |                   |       |                                                       |                                                                                   |
| 27 april Vriendschappelijk Wagner Trophy № 32 «onderlinge duels» 16:00 uur (UTC+1) | Oostenrijk        | 1 – 4 | Hongarije                                             | Prater Sportplatz, Wenen Toeschouwers: 20.000 Scheidsrechter: Jack Howcroft (ENG) |
| 27 april Vriendschappelijk Wagner Trophy № 32 «onderlinge duels» 16:00 uur (UTC+1) | Jan Studnicka 62' |       | 25' István Tóth 71' Gyula Bíró 75', 77' Mihály Pataki | Prater Sportplatz, Wenen Toeschouwers: 20.000 Scheidsrechter: Jack Howcroft (ENG) |

|                                                                     |                             |       |        |                                                                                 |
| 15 juni Vriendschappelijk № 33 «onderlinge duels» 17:00 uur (UTC+1) | Oostenrijk                  | 2 – 0 | Italië | Prater Sportplatz, Wenen Toeschouwers: 10.000 Scheidsrechter: Ákos Fehéry (HUN) |
| 15 juni Vriendschappelijk № 33 «onderlinge duels» 17:00 uur (UTC+1) | Seppl Brandstetter 36', 87' |       |        | Prater Sportplatz, Wenen Toeschouwers: 10.000 Scheidsrechter: Ákos Fehéry (HUN) |

|                                                                                      |                                                            |       |                                                         |                                                                                                |
| 26 oktober Vriendschappelijk Wagner Trophy № 34 «onderlinge duels» 14:30 uur (UTC+1) | Hongarije                                                  | 4 – 3 | Oostenrijk                                              | Hungária Körúti Stadion, Boedapest Toeschouwers: 32.000 Scheidsrechter: Dicky Schumacher (ENG) |
| 26 oktober Vriendschappelijk Wagner Trophy № 34 «onderlinge duels» 14:30 uur (UTC+1) | Vilmos Kertész 4', 25' György Hlavay 40' Mihály Pataki 68' |       | 28' Johann Schwarz 80' Robert Merz 84' Vinzenz Dittrich | Hungária Körúti Stadion, Boedapest Toeschouwers: 32.000 Scheidsrechter: Dicky Schumacher (ENG) |

### 1914
|                                                                        |        |       |            |                                                                               |
| 11 januari Vriendschappelijk № 35 «onderlinge duels» 15:00 uur (UTC+1) | Italië | 0 – 0 | Oostenrijk | Arena Civica, Milaan Toeschouwers: 15.000 Scheidsrechter: Jack Howcroft (ENG) |
| 11 januari Vriendschappelijk № 35 «onderlinge duels» 15:00 uur (UTC+1) |        |       |            | Arena Civica, Milaan Toeschouwers: 15.000 Scheidsrechter: Jack Howcroft (ENG) |

|                                                                                 |                         |       |           |                                                                                           |
| 3 mei Vriendschappelijk Wagner Trophy № 36 «onderlinge duels» 16:00 uur (UTC+1) | Oostenrijk              | 2 – 0 | Hongarije | Prater Sportplatz, Wenen Toeschouwers: 19.627 Scheidsrechter: Albert Meerum Terwogt (NED) |
| 3 mei Vriendschappelijk Wagner Trophy № 36 «onderlinge duels» 16:00 uur (UTC+1) | Adolf Fischera 19', 34' |       |           | Prater Sportplatz, Wenen Toeschouwers: 19.627 Scheidsrechter: Albert Meerum Terwogt (NED) |

|                                                                       |                                        |       |                                          |                                                                            |
| 4 oktober Vriendschappelijk № 37 «onderlinge duels» 15:00 uur (UTC+1) | Hongarije                              | 2 – 2 | Oostenrijk                               | Üllői Út, Boedapest Toeschouwers: 12.000 Scheidsrechter: Ákos Fehéry (HUN) |
| 4 oktober Vriendschappelijk № 37 «onderlinge duels» 15:00 uur (UTC+1) | Árpád Pótz-Nagy 54' Imre Schlosser 72' |       | 36' Jan Studnicka 45' Ferdinand Swatosch | Üllői Út, Boedapest Toeschouwers: 12.000 Scheidsrechter: Ákos Fehéry (HUN) |

|                                                                        |                    |       |                                     |                                                                                    |
| 8 november Vriendschappelijk № 38 «onderlinge duels» 14:30 uur (UTC+1) | Oostenrijk         | 1 – 2 | Hongarije                           | Prater Sportplatz, Wenen Toeschouwers: 5.000 Scheidsrechter: Willy Schmieger (AUT) |
| 8 november Vriendschappelijk № 38 «onderlinge duels» 14:30 uur (UTC+1) | Richard Kuthan 68' |       | 59' Kálmán Konrád 87' Sándor Bodnár | Prater Sportplatz, Wenen Toeschouwers: 5.000 Scheidsrechter: Willy Schmieger (AUT) |

### 1915
|                                                                   |                                             |       |                                                                                 |                                                                                               |
| 2 mei Vriendschappelijk № 39 «onderlinge duels» 16:30 uur (UTC+1) | Hongarije                                   | 2 – 5 | Oostenrijk                                                                      | Hungária Körúti Stadion, Boedapest Toeschouwers: 16.000 Scheidsrechter: Ferenc Schubert (HUN) |
| 2 mei Vriendschappelijk № 39 «onderlinge duels» 16:30 uur (UTC+1) | Franz Prohaska 44' (e.d.) Mihály Pataki 71' |       | 26', 46' Jan Studnicka 36' Richard Kuthan 55' Ferdinand Hoel 87' Johann Ehrlich | Hungária Körúti Stadion, Boedapest Toeschouwers: 16.000 Scheidsrechter: Ferenc Schubert (HUN) |

|                                                                    |                        |       |                                     |                                                                                    |
| 30 mei Vriendschappelijk № 40 «onderlinge duels» 16:30 uur (UTC+1) | Oostenrijk             | 1 – 2 | Hongarije                           | Prater Sportplatz, Wenen Toeschouwers: 8.000 Scheidsrechter: Willy Schmieger (AUT) |
| 30 mei Vriendschappelijk № 40 «onderlinge duels» 16:30 uur (UTC+1) | Ferdinand Swatosch 80' |       | 5' Imre Schlosser 22' Gáspár Borbás | Prater Sportplatz, Wenen Toeschouwers: 8.000 Scheidsrechter: Willy Schmieger (AUT) |

|                                                                       |                                          |       |                                       |                                                                                       |
| 3 oktober Vriendschappelijk № 41 «onderlinge duels» 15:00 uur (UTC+1) | Oostenrijk                               | 4 – 2 | Hongarije                             | Prater Sportplatz, Wenen Toeschouwers: 1.200 Scheidsrechter: Heinrich Retschury (AUT) |
| 3 oktober Vriendschappelijk № 41 «onderlinge duels» 15:00 uur (UTC+1) | Franz Heinzl 20', 26' Edi Bauer 65', 85' |       | 14' Imre Schlosser 52' Vilmos Kertész | Prater Sportplatz, Wenen Toeschouwers: 1.200 Scheidsrechter: Heinrich Retschury (AUT) |

|                                                                        |                                                                             |       |                                      |                                                                            |
| 7 november Vriendschappelijk № 42 «onderlinge duels» 14:30 uur (UTC+1) | Hongarije                                                                   | 6 – 2 | Oostenrijk                           | Üllői Út, Boedapest Toeschouwers: 12.000 Scheidsrechter: Aladár Oláh (HUN) |
| 7 november Vriendschappelijk № 42 «onderlinge duels» 14:30 uur (UTC+1) | August Kraupar 7' (e.d.) Alfréd Schaffer 21', 75', 90' István Tóth 58', 76' |       | 25' Ferdinand Hoel 80' Jan Studnicka | Üllői Út, Boedapest Toeschouwers: 12.000 Scheidsrechter: Aladár Oláh (HUN) |

### 1916
|                                                                   |                                      |       |                    |                                                                                          |
| 7 mei Vriendschappelijk № 43 «onderlinge duels» 15:30 uur (UTC+2) | Oostenrijk                           | 3 – 1 | Hongarije          | Hütteldorfer Sportplatz, Wenen Toeschouwers: 8.000 Scheidsrechter: Willy Schmieger (AUT) |
| 7 mei Vriendschappelijk № 43 «onderlinge duels» 15:30 uur (UTC+2) | Edi Bauer 62', 70' Jan Studnicka 76' |       | 58' Vilmos Kertész | Hütteldorfer Sportplatz, Wenen Toeschouwers: 8.000 Scheidsrechter: Willy Schmieger (AUT) |

|                                                                    |                                        |       |               |                                                                                           |
| 4 juni Vriendschappelijk № 44 «onderlinge duels» 16:30 uur (UTC+2) | Hongarije                              | 2 – 1 | Oostenrijk    | Hungária Körúti Stadion, Boedapest Toeschouwers: 16.000 Scheidsrechter: Aladár Oláh (HUN) |
| 4 juni Vriendschappelijk № 44 «onderlinge duels» 16:30 uur (UTC+2) | Alfréd Schaffer 11' Imre Schlosser 25' |       | 27' Edi Bauer | Hungária Körúti Stadion, Boedapest Toeschouwers: 16.000 Scheidsrechter: Aladár Oláh (HUN) |

|                                                                       |                 |       |                                                             |                                                                           |
| 1 oktober Vriendschappelijk № 45 «onderlinge duels» 14:30 uur (UTC+1) | Hongarije       | 2 – 3 | Oostenrijk                                                  | Üllői Út, Boedapest Toeschouwers: 16.000 Scheidsrechter: Imre Veres (HUN) |
| 1 oktober Vriendschappelijk № 45 «onderlinge duels» 14:30 uur (UTC+1) | István Tóth 21' |       | 2', 30' Edi Bauer 15' Leopold Grundwald 72' Alfréd Schaffer | Üllői Út, Boedapest Toeschouwers: 16.000 Scheidsrechter: Imre Veres (HUN) |

|                                                                        |                                     |       |                                                          |                                                                                      |
| 5 november Vriendschappelijk № 46 «onderlinge duels» 15:30 uur (UTC+1) | Oostenrijk                          | 3 – 3 | Hongarije                                                | Hütteldorfer Sportplatz, Wenen Toeschouwers: 7.000 Scheidsrechter: Max Seemann (AUT) |
| 5 november Vriendschappelijk № 46 «onderlinge duels» 15:30 uur (UTC+1) | Edi Bauer 17', 52' Johann Kraus 25' |       | 33' Imre Schlosser 45' Kálmán Konrád 56' Alfréd Schaffer | Hütteldorfer Sportplatz, Wenen Toeschouwers: 7.000 Scheidsrechter: Max Seemann (AUT) |

### 1917
|                                                                   |                  |       |                    |                                                                                    |
| 6 mei Vriendschappelijk № 47 «onderlinge duels» 16:30 uur (UTC+1) | Oostenrijk       | 1 – 1 | Hongarije          | Prater Sportplatz, Wenen Toeschouwers: 4.000 Scheidsrechter: Willy Schmieger (AUT) |
| 6 mei Vriendschappelijk № 47 «onderlinge duels» 16:30 uur (UTC+1) | Franz Heinzl 45' |       | 18' Imre Schlosser | Prater Sportplatz, Wenen Toeschouwers: 4.000 Scheidsrechter: Willy Schmieger (AUT) |

|                                                                    |                                                                                   |       |                                        |                                                                                            |
| 3 juni Vriendschappelijk № 48 «onderlinge duels» 16:30 uur (UTC+2) | Hongarije                                                                         | 6 – 2 | Oostenrijk                             | Hungária Körúti Stadion, Boedapest Toeschouwers: 22.000 Scheidsrechter: Karl Winkler (GER) |
| 3 juni Vriendschappelijk № 48 «onderlinge duels» 16:30 uur (UTC+2) | József Urik 13' Alfréd Schaffer 16', 63' Imre Schlosser 40', 45' Ferenc Weisz 41' |       | 9' Franz Heinzl 76' Alexander Popovich | Hungária Körúti Stadion, Boedapest Toeschouwers: 22.000 Scheidsrechter: Karl Winkler (GER) |

|                                                                     |                   |       |                                                  |                                                                                |
| 15 juli Vriendschappelijk № 49 «onderlinge duels» 17:00 uur (UTC+2) | Oostenrijk        | 1 – 4 | Hongarije                                        | Prater Sportplatz, Wenen Toeschouwers: 8.000 Scheidsrechter: Rudolf Pohl (CZE) |
| 15 juli Vriendschappelijk № 49 «onderlinge duels» 17:00 uur (UTC+2) | Vaclav Prosek 50' |       | 39', 73', 77' Alfréd Schaffer 55' Imre Schlosser | Prater Sportplatz, Wenen Toeschouwers: 8.000 Scheidsrechter: Rudolf Pohl (CZE) |

|                                                                       |                                      |       |                    |                                                                               |
| 7 oktober Vriendschappelijk № 50 «onderlinge duels» 15:00 uur (UTC+1) | Hongarije                            | 2 – 1 | Oostenrijk         | Üllői Út, Boedapest Toeschouwers: 20.000 Scheidsrechter: Erich Chemnitz (GER) |
| 7 oktober Vriendschappelijk № 50 «onderlinge duels» 15:00 uur (UTC+1) | Alfréd Schaffer 40' Imre Taussig 52' |       | 67' Josef Sedláček | Üllői Út, Boedapest Toeschouwers: 20.000 Scheidsrechter: Erich Chemnitz (GER) |

|                                                                        |                |       |                          |                                                                                     |
| 4 november Vriendschappelijk № 51 «onderlinge duels» 14:30 uur (UTC+1) | Oostenrijk     | 1 – 2 | Hongarije                | Prater Sportplatz, Wenen Toeschouwers: 12.000 Scheidsrechter: Curt von Paquet (GER) |
| 4 november Vriendschappelijk № 51 «onderlinge duels» 14:30 uur (UTC+1) | Karl Wilda 61' |       | 12', 33' Alfréd Schaffer | Prater Sportplatz, Wenen Toeschouwers: 12.000 Scheidsrechter: Curt von Paquet (GER) |

|                                                                         |             |                  |            |                                                                               |
| 23 december Vriendschappelijk № 52 «onderlinge duels» 14:30 uur (UTC+1) | Zwitserland | 0 – 1            | Oostenrijk | Stadion Landhof, Bazel Toeschouwers: 3.500 Scheidsrechter: John Forster (SUI) |
| 23 december Vriendschappelijk № 52 «onderlinge duels» 14:30 uur (UTC+1) |             | 72' Eduard Bauer |            | Stadion Landhof, Bazel Toeschouwers: 3.500 Scheidsrechter: John Forster (SUI) |

|                                                                         |                                      |       |                                 |                                                                         |
| 26 december Vriendschappelijk № 53 «onderlinge duels» 14:30 uur (UTC+1) | Zwitserland                          | 3 – 2 | Oostenrijk                      | Utogrund, Zürich Toeschouwers: 3.000 Scheidsrechter: John Forster (SUI) |
| 26 december Vriendschappelijk № 53 «onderlinge duels» 14:30 uur (UTC+1) | Robert Haas 6', 70' Werner Huber 87' |       | 8' Eduard Bauer 84' Josef Haist | Utogrund, Zürich Toeschouwers: 3.000 Scheidsrechter: John Forster (SUI) |

### 1918
|                                                                      |                                               |       |            |                                                                                            |
| 14 april Vriendschappelijk № 54 «onderlinge duels» 16:30 uur (UTC+2) | Hongarije                                     | 2 – 0 | Oostenrijk | Hungária Körúti Stadion, Boedapest Toeschouwers: 20.000 Scheidsrechter: Angelo Rossi (GER) |
| 14 april Vriendschappelijk № 54 «onderlinge duels» 16:30 uur (UTC+2) | Imre Schlosser 26' Alfréd Schaffer 52' (pen.) |       |            | Hungária Körúti Stadion, Boedapest Toeschouwers: 20.000 Scheidsrechter: Angelo Rossi (GER) |

|                                                                   |                                                                              |       |                    |                                                                                 |
| 9 mei Vriendschappelijk № 55 «onderlinge duels» 16:30 uur (UTC+2) | Oostenrijk                                                                   | 5 – 1 | Zwitserland        | Prater Sportplatz, Wenen Toeschouwers: 15.000 Scheidsrechter: Ákos Fehéry (HUN) |
| 9 mei Vriendschappelijk № 55 «onderlinge duels» 16:30 uur (UTC+2) | Karel Wilda 26' Eduard Bauer 46', 75' Karel Koželuh 73' Johann Studnicka 77' |       | 53' Raymond Keller | Prater Sportplatz, Wenen Toeschouwers: 15.000 Scheidsrechter: Ákos Fehéry (HUN) |

|                                                                    |            |                                        |           |                                                                                  |
| 2 juni Vriendschappelijk № 56 «onderlinge duels» 16:30 uur (UTC+2) | Oostenrijk | 0 – 2                                  | Hongarije | Prater Sportplatz, Wenen Toeschouwers: 15.000 Scheidsrechter: Angelo Rossi (GER) |
| 2 juni Vriendschappelijk № 56 «onderlinge duels» 16:30 uur (UTC+2) |            | 70' Imre Schlosser 73' Alfréd Schaffer |           | Prater Sportplatz, Wenen Toeschouwers: 15.000 Scheidsrechter: Angelo Rossi (GER) |

|                                                                       |            |                                              |           |                                                                               |
| 6 oktober Vriendschappelijk № 57 «onderlinge duels» 15:30 uur (UTC+1) | Oostenrijk | 0 – 3                                        | Hongarije | Prater Sportplatz, Wenen Toeschouwers: 15.000 Scheidsrechter: Otto Kehm (GER) |
| 6 oktober Vriendschappelijk № 57 «onderlinge duels» 15:30 uur (UTC+1) |            | 5' (pen.), pen.' Imre Payer 77' József Braun |           | Prater Sportplatz, Wenen Toeschouwers: 15.000 Scheidsrechter: Otto Kehm (GER) |

### 1919
|                                                                     |                                  |       |                  |                                                                           |
| 6 april Vriendschappelijk № 58 «onderlinge duels» 16:00 uur (UTC+1) | Hongarije                        | 2 – 1 | Oostenrijk       | Üllői Út, Boedapest Toeschouwers: 35.000 Scheidsrechter: Hugó Szüsz (HUN) |
| 6 april Vriendschappelijk № 58 «onderlinge duels» 16:00 uur (UTC+1) | György Orth 45' József Braun 80' |       | 22' Karl Wondrak | Üllői Út, Boedapest Toeschouwers: 35.000 Scheidsrechter: Hugó Szüsz (HUN) |

|                                                                       |                                |       |           |                                                                                        |
| 5 oktober Vriendschappelijk № 59 «onderlinge duels» 15:30 uur (UTC+1) | Oostenrijk                     | 2 – 0 | Hongarije | Prater Sportplatz, Wenen Toeschouwers: 22.000 Scheidsrechter: Heinrich Retschury (AUT) |
| 5 oktober Vriendschappelijk № 59 «onderlinge duels» 15:30 uur (UTC+1) | Edi Bauer 40' Josef Uridil 44' |       |           | Prater Sportplatz, Wenen Toeschouwers: 22.000 Scheidsrechter: Heinrich Retschury (AUT) |

|                                                                        |                                              |       |                                 |                                                                                          |
| 9 november Vriendschappelijk № 60 «onderlinge duels» 15:00 uur (UTC+1) | Hongarije                                    | 3 – 2 | Oostenrijk                      | Hungária Körúti Stadion, Boedapest Toeschouwers: 27.000 Scheidsrechter: Hugó Szüsz (HUN) |
| 9 november Vriendschappelijk № 60 «onderlinge duels» 15:00 uur (UTC+1) | Mihály Pataki 7', 29' (pen.) György Orth 27' |       | 58' Franz Hansl 79' Alois Treml | Hungária Körúti Stadion, Boedapest Toeschouwers: 27.000 Scheidsrechter: Hugó Szüsz (HUN) |

België · Bohemen · Denemarken · Duitsland · Engeland · Finland · Frankrijk · Hongarije · Ierland · Italië · Luxemburg · Nederland · Noorwegen · Oostenrijk · Rusland · Schotland · Wales · Zweden · Zwitserland
ÖFB · A-internationals · Selecties · Bondscoaches · Oostenrijks vrouwenelftal · Olympisch elftal · Oostenrijk U21 · Oostenrijk U20 · Oostenrijk U19 · Oostenrijk U18 · Oostenrijk U17 · Oostenrijk U16 · Vrouwen U17
1902 – 1919 ·
1920 – 1929 ·
1930 – 1939 ·
1940 – 1949 ·
1950 – 1959 ·
1960 – 1969 ·
1970 – 1979 ·
1980 – 1989 ·
1990 – 1999 ·
2000 – 2009 ·
2010 – 2019 ·
2020 – 2029
EK's: 2008 · 
2016 · 
2020 · 
2024
WK's: 1934 · 
1954 · 
1958 · 
1978 · 
1982 · 
1990 · 
1998
OS: 1912 ·
1936 ·
1948 ·
1952
1902 · 
1903 · 
1904 · 
1905 · 
1906 · 
1907 · 
1908 · 
1909 · 
1910 · 
1911 · 
1912 · 
1913 · 
1914 · 
1915 · 
1916 · 
1917 · 
1918 · 
1919 · 
1920 · 
1921 · 
1922 · 
1923 · 
1924 · 
1925 · 
1926 · 
1927 · 
1928 · 
1929 · 
1930 · 
1931 · 
1932 · 
1933 · 
1934 · 
1935 · 
1936 · 
1937 · 
1938 · 1939 · 1940 · 1941 · 1942 · 1943 · 1944 · 1945 · 
1946 · 
1947 · 
1948 · 
1949 · 
1950 · 
1952 · 
1952 · 
1953 · 
1954 · 
1955 · 
1956 · 
1957 · 
1958 · 
1959 · 
1960 · 
1961 · 
1962 · 
1963 · 
1964 · 
1965 · 
1966 · 
1967 · 
1968 · 
1969 · 
1970 · 
1971 · 
1972 · 
1973 · 
1974 · 
1975 · 
1976 · 
1977 · 
1978 · 
1979 · 
1980 · 
1981 · 
1982 · 
1983 · 
1984 · 
1985 · 
1986 · 
1987 · 
1988 · 
1989 · 
1990 ·
1991 · 
1992 · 
1993 · 
1994 · 
1995 · 
1996 · 
1997 · 
1998 · 
1999 · 
2000 · 
2001 · 
2002 · 
2003 · 
2004 · 
2005 · 
2006 · 
2007 · 
2008 · 
2009 · 
2010 · 
2011 · 
2012 · 
2013 · 
2014 · 
2015 · 
2016 · 
2017 · 
2018 · 
2019 · 
2020 · 
2021 ·
2022
Albanië ·
Algerije ·
Andorra ·
Argentinië ·
Azerbeidzjan ·
België ·
Bosnië en Herzegovina ·
Brazilië ·
Bulgarije ·
Canada ·
Chili ·
Costa Rica ·
Cyprus ·
Denemarken ·
DDR ·
Duitsland ·
Egypte ·
Engeland ·
Estland ·
Faeröer ·
Finland ·
Frankrijk ·
Georgië ·
Ghana ·
Griekenland ·
Hongarije ·
Ierland ·
IJsland ·
Iran ·
Israël ·
Italië ·
Ivoorkust ·
Japan ·
Joegoslavië ·
Kameroen ·
Kazachstan ·
Kroatië ·
Letland ·
Liechtenstein ·
Litouwen ·
Luxemburg ·
Malta ·
Moldavië ·
Montenegro ·
Nederland ·
Nigeria ·
Noord-Ierland ·
Noord-Macedonië ·
Noorwegen ·
Oekraïne ·
Paraguay ·
Peru ·
Polen ·
Portugal ·
Roemenië ·
Rusland ·
San Marino ·
Schotland ·
Servië ·
Slovenië ·
Slowakije ·
Sovjet-Unie ·
Spanje ·
Trinidad en Tobago ·
Tsjechië ·
Tsjecho-Slowakije ·
Tunesië ·
Turkije ·
Uruguay ·
Venezuela ·
Verenigde Staten ·
Wales ·
Wit-Rusland ·
Zweden ·
Zwitserland
Algerije (1982) · 
Chili (1982) · 
Duitsland (2008) · 
Frankrijk (1982) · 
Hongarije (2016) · 
Italië (2021) · 
Kroatië (2008) · 
Nederland (2021) · 
Noord-Ierland (1982) · 
Noord-Macedonië (2021) · 
Oekraïne (2021) · 
Polen (2008) ·  
Portugal (2016) · 
West-Duitsland (1982)